# Euchromius zephyrus
Euchromius zephyrus là một loài bướm đêm trong họ Crambidae.